# Ulf Sölter

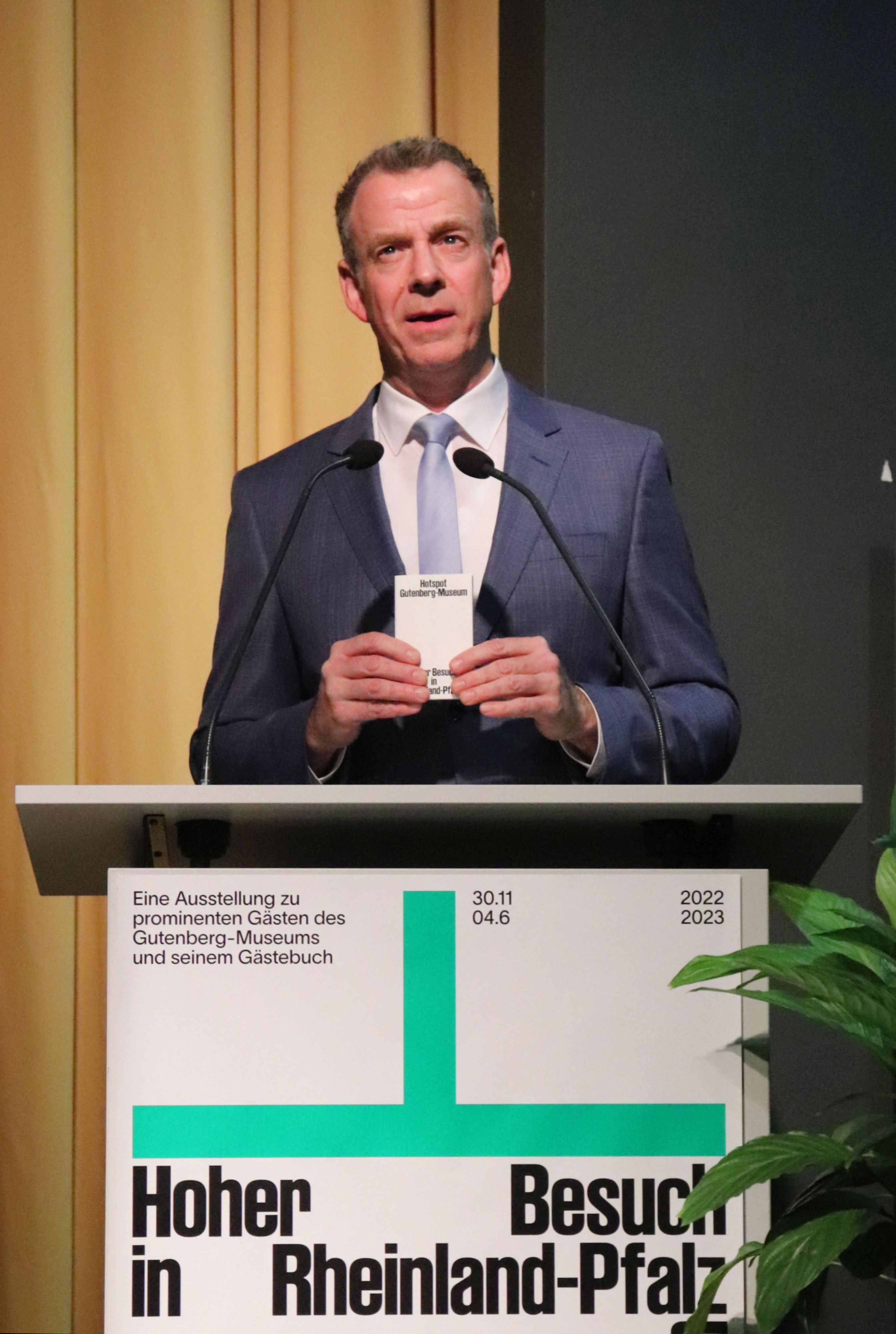
Ulf Sölter (2023)

Ulf Sölter (* 21. Juni 1972) ist ein deutscher Kunsthistoriker und Museumsdirektor. Er war von 2019 bis 2022 Direktor des Gustav-Lübcke-Museums in Hamm (Westfalen) und wechselte im Frühjahr 2022 an das Gutenberg-Museum in Mainz, welches sich auf Stadtratsbeschluss baulich wie strukturell grundlegend erneuert.

## Leben und Wirken

### Herkunft, Ausbildung und Studium
Sölter wuchs in Bad Honnef im Rheinland auf. Er studierte von September 1994 bis Juli 2000 Kunstgeschichte sowie europäische Ethnologie und Italianistik an den Universitäten Marburg und Turin. Nachfolgend war Sölter mehrere Jahre am Deutschen Dokumentationszentrum für Kunstgeschichte in Marburg beschäftigt. Im Jahr 2006 wurde er bei Katharina Krause mit einer Dissertation mit dem Titel Anton von Klein und seine kunstgeschichtliche Lehrsammlung im Zeitalter der Aufklärung an der Universität Marburg promoviert. Seine Dissertation erschien in einer Schriftenreihe der Kunsthalle Mannheim und des Mannheimer Stadtarchivs und war Grundlage für eine gleichnamige Ausstellung in der Mannheimer Kunsthalle im Jahr 2007.

### Werdegang und berufliche Stationen
Ab 2002 war Sölter als Wissenschaftlicher Mitarbeiter in einem DFG-Projekt zum Illustrierten Kunstbuch (Bilderlust und Lesefrüchte. Das illustrierte Kunstbuch von 1750 bis 1920) beschäftigt. In den Jahren 2007–2009 wurde Sölter als Museumsassistent (in Fortbildung) bei den Staatlichen Museen Berlin – Stiftung Preußischer Kulturbesitz ausgebildet (Kupferstichkabinett Berlin, Hamburger Bahnhof und Alte Nationalgalerie) und arbeitete als Co-Kurator an verschiedenen Ausstellungen mit. Ab 2009 war Sölter als Wissenschaftlicher Mitarbeiter in der Abteilung Kunstgeschichte an der Paris Lodron Universität Salzburg, wo er eine Untersuchung von Zeichnungen und Druckgraphiken aus der Graphiksammlung der Paris Lodron Universität Salzburg initiierte. 
Von November 2014 bis Juni 2019 war Ulf Sölter stellvertretender Leiter des Clemens Sels Museums in Neuss. Er verantwortete die Abteilung für Alte Kunst, das Feld-Haus – Museum für Populäre Druckgraphik und die Abteilung Museumspädagogik. Nach sanierungsbedingter Schließung wirkte Sölter an der Neupräsentation der Sammlung mit und kuratierte in seiner Amtszeit zahlreiche Sonderausstellungen, unter anderem „Selbst ist der Mann!“, eine Ausstellung zum malerischen Werk Josef Wittlichs und den Skulpturen Erich Bödekers sowie eine Ausstellung zum malerischen Werk der Spätnazarener, die in Kooperation mit der Neuen Pinakothek München entstand („Erzählen in Bildern. Edward Steinle und Leopold Bode“).
Sölter verantwortet zahlreiche Publikationen und ist Verfasser wissenschaftlicher Beiträge. Er hatte Lehraufträge an den Kunstgeschichtlichen Instituten der Universitäten in Marburg, Dresden, Bonn und Salzburg.

### Museumsleiter in Hamm
Von Juli 2019 bis März 2022 leitete Ulf Sölter das Gustav-Lübcke-Museum in Hamm. Unter seiner Leitung wurde das Gustav-Lübcke-Museum strukturell und inhaltlich weiterentwickelt. Ziel war es, eine höhere Akzeptanz des Museums insbesondere bei der Hammer Stadtgesellschaft zu erreichen. Eine Stärkung der Personalstruktur im Bereich der Vermittlungsarbeit war ein wichtiger Baustein, um die Kultureinrichtung bekannt zu machen und eine Teilhalbe vieler Menschen am musealen Programm zu ermöglichen.
Sölter verantwortete mehrere größere und kleinere kunst- und kulturgeschichtliche Ausstellungen im Gustav-Lübcke-Museum, unter anderem die Ausstellung zur 200-Jahr-Feier des Oberlandesgerichts Hamm „FOTOGRAFIEREN VERBOTEN!“. Zudem wurden im Rahmen der Ausstellungstätigkeit Kooperationen mit Partnern in der Großregion eingegangen, wie etwa mit dem Imkerverein Hamm, mit dem das Projekt „Museumsbiene“ realisiert werden konnte. Unter dem Titel „Interconnections – Eine Ausstellung über Multiplizitäten“ wurde ein Ausstellungsprojekt in Zusammenarbeit mit Studierenden der Technischen Universität Dortmund realisiert.
Unter der Leitung Sölters wurden neue Schwerpunkte in der Museumsarbeit gelegt. In seiner Amtszeit wurde die Ägyptische Sammlung als bedeutender, überregional wirkender Sammlungsteil gestärkt. Teile der Sammlungspräsentation wurden grundlegend überarbeitet und besucherfreundlicher gestaltet.
Die Provenienzforschung wurde unter der Leitung Sölters prioritär behandelt. Als weiteren zu stärkenden Arbeitsbereich wurde die Bestandserschließung ausgemacht. Unter Beteiligung verschiedener Abteilungen der Stadtverwaltung Hamm wurde ein neues Datenbanksystem eingeführt.
Die Kommunikation von musealen Angeboten wurde in der Amtszeit von Sölter gestärkt. Die Erarbeitung einer neuen Website und die stärkere Präsenz in Social Media ermöglichte eine bessere Sichtbarkeit des Gustav-Lübcke-Museums im digitalen Raum während der Corona-Pandemie.

### Museumsleiter in Mainz
Seit dem 1. April 2022 leitet Sölter das Gutenberg-Museum in Mainz und löste damit Annette Ludwig ab, die zur Klassik Stiftung Weimar wechselte.
Sölter kam in turbulenten Zeiten an das sanierungsbedürftige Gutenberg-Museum: Im Jahr 2018 hatte ein Bürgerentscheid dazu geführt, dass eine geplante Museumserweiterung, mit dem sogenannten Bibelturm an exponierter Stelle, nicht realisiert wurde. Rund einem Monat nach dem Referendum wurde auf Stadtratsbeschluss eine Arbeitswerkstatt „Modernisierung Gutenberg-Museum“ eingerichtet. Bei Sölters Amtsantritt war die bauliche und inhaltlich-strukturelle Neuausrichtung des Museums politisch beschlossen. Beim Architekturwettbewerb für das neue Gutenberg-Museum im April 2022 war Sölter Teil der Fachjury. Der Entwurf des Stuttgarter Architektenbüros h4a Gessert + Randecker Architekten GmbH gewann den Wettbewerb. Die Planungen für den Neubau am alten Standort in unmittelbarer Nähe zum Mainzer Dom laufen bereits.
In seinem ersten Amtsjahr wurde Sölter eine besondere Ehre zuteil. Beim traditionellen Gautschen der Mainzer Johannisnacht wurde Sölter im Jahr 2022 als Ehrengautschling „getauft“.
Aktuell befindet sich das „Gutenberg-Museum Mainz - Das Weltmuseum der Druckkunst“ in einem Transformationsprozess. Große Zukunftsthemen, wie die Bestandserschließung und die Sammlungserweiterung sowie eine Digitalisierungsstrategie wurden bereits von Sölter angestoßen. Ähnlich wie in seiner Zeit als Museumsleiter in Hamm, möchte Sölter im Gutenberg-Museum die Vermittlung von Museumsinhalten voranbringen und neu interpretieren. Der Neubau eines „Gutenberg-Museums der Zukunft“ an seinem historischen Standort am Liebfrauenplatz soll eine feste Verankerung des Museums in der Mainzer Stadtgesellschaft sein.
Im Jahr 2023 konnte das Gutenberg-Museum unter Sölters Leitung ein seltenes Blockbuch erwerben, die Biblia Pauperum, welche am 22. April 2024 im Rahmen einer Pressekonferenz der Öffentlichkeit präsentiert wurde und seitdem fester Bestandteil der Dauerausstellung ist.
Im Sommer 2024 hatte der komplexe Umzug des Gutenberg-Museums begonnen. Bis Januar 2025 wurden mehr als 100 Lkw-Ladungen mit unterschiedlichen Sammlungsobjekten des Gutenberg-Museums in Depots sowie in das neue Interimsquartier im Naturhistorischen Museum transportiert. Am 22. November 2024 wurde die neu konzipierte und von Sölter verantwortete Dauerausstellung "Gutenberg-Museum MOVED", die bis zur Fertigstellung des Neubaus am alten Standort Bestand hat, im linken Gebäudeteil des ehemaligen Klarissenklosters eröffnet.